# Vleet (Roosendaal)
Vleet is een buurtschap in de gemeente Roosendaal in de Nederlandse provincie Noord-Brabant. Het ligt in het zuiden van de gemeente, tegen de Belgische grens.
Stad: Roosendaal      Dorpen: Heerle · Moerstraten · Nispen · Wouw · Wouwse Plantage

Buurtschappen: Akker · Boeiink · Borteldonk · Brembosch · Bulkenaar · De Rotting · Everland · Haiink · Hazelaar · Heijbeek · Hoevestein · Hollandsdiep · Hulsdonk · Kruisstraat · Nieuwenberg · Oostlaar · Plantage Centrum · Vijfhoek · Vinkenbroek · Visdonk · Vleet · Vroenhout · Wouwse Hil · Zoomvliet

Noord-Brabant: Steden en dorpen      Nederland: Provincies · Gemeenten